# Isoetes bolanderi
Isoetes bolanderi là một loài dương xỉ trong họ Isoetaceae. Loài này được Engelm. mô tả khoa học đầu tiên năm 1874.